# Józef Biela
Józef Biela (ur. 3 marca 1950 w Lublińcu)  – polski inżynier elektryk i działacz społeczny.

## Życiorys
Jest absolwentem Wydziału Elektrycznego Politechniki Śląskiej w Gliwicach (1979). W roku 1993 ukończył Studium Podyplomowe na Politechnice Poznańskiej - II fakultet z zakresu diagnostyki drganiowej maszyn, a w roku 2003 na Politechnice Opolskiej uzyskał tytuł magistra inżyniera elektryka – specjalność: automatyzacja i diagnostyka układów elektromechanicznych. W roku 2008 uzyskał na tej samej uczelni stopień doktora nauk technicznych w dyscyplinie - elektrotechnika.

## Odznaczenia i nagrody

### Państwowe
- Brązowa Odznaka honorowa „Zasłużony dla Energetyki” (1992)
- Srebrny Krzyż Zasługi (1999)
- Złoty Krzyż Zasługi (2004)[2]

### Stowarzyszeniowe
- Srebrna Odznaka Honorowa NOT (1986)
- Złota Odznaka Honorowa NOT (1991)
- Medal pamiątkowy SEP im. prof. Mieczysława Pożaryskiego (1994)
- Medal pamiątkowy SEP im. prof. Stanisława Fryzego (2005)